# Biserica Sfinții Arhangheli din Paris
Biserica Sfinții Arhangheli din Paris (în franceză Église des Saints-Archanges) este un monument de arhitectură gotică din Paris, achiziționat la sfârșitul secolului al XIX-lea de statul român pentru comunitatea ortodoxă română din Franța.
Începând din anul 2009 acest lăcaș este catedrala Mitropoliei Ortodoxe Române a Europei Occidentale și Meridionale.

## Istoric
Biserica a fost salvată de la demolare prin efortul istoricului Jules Quicherat și cumpărată de statul român în anul 1882.